# Carl Mydans
Carl Mydans (Boston, 20 mai 1907 - 16 août 2004) est un photographe photojournaliste américain.

## Biographie
Mydans débuta comme écrivain indépendant pour des journaux de Boston, alors qu'il étudiait à l'Université de Boston au début des années 1930.
Il rejoignit New York en 1932 comme reporter pour le magazine The American Banker et intégra la Farm Security Administration en 1935 pour témoigner de la vie des Américains ruraux pendant la Grande Dépression.
Carl Mydsans fut l'un des premiers employés du journal Life et y travailla pendant 35 ans, couvrant les plus importants événements de son temps.
En 1941, Carl Mydans et sa femme Shelley, elle-même journaliste, furent capturés par les forces japonaises et retenus près d'une année à Manille puis une autre à Shanghai, avant d'être relâchés dans le cadre d'un échange de prisonniers.
Après la Seconde Guerre mondiale, il fut nommé chef du bureau de Tokyo pour LIFE et Time Magazine.
Parmi ses plus remarquables reportages, en dehors de son travail pour la FSA, on peut noter qu'il fut témoin des troupes de Tchang Kaï-chek face aux Japonais dans la campagne chinoise. Il débarqua avec le général Douglas MacArthur à Luçon pendant l'invasion des Philippines et était à bord du Missouri lors de la capitulation japonaise.
Comme portraitiste, Mydans saisit de nombreux artistes et figures politiques, telles William Faulkner, Nikita Khrouchtchev, Indira Gandhi et Clark Gable.

## Prix, récompenses
- 1992, Prix pour l'œuvre d'une vie

## Galerie

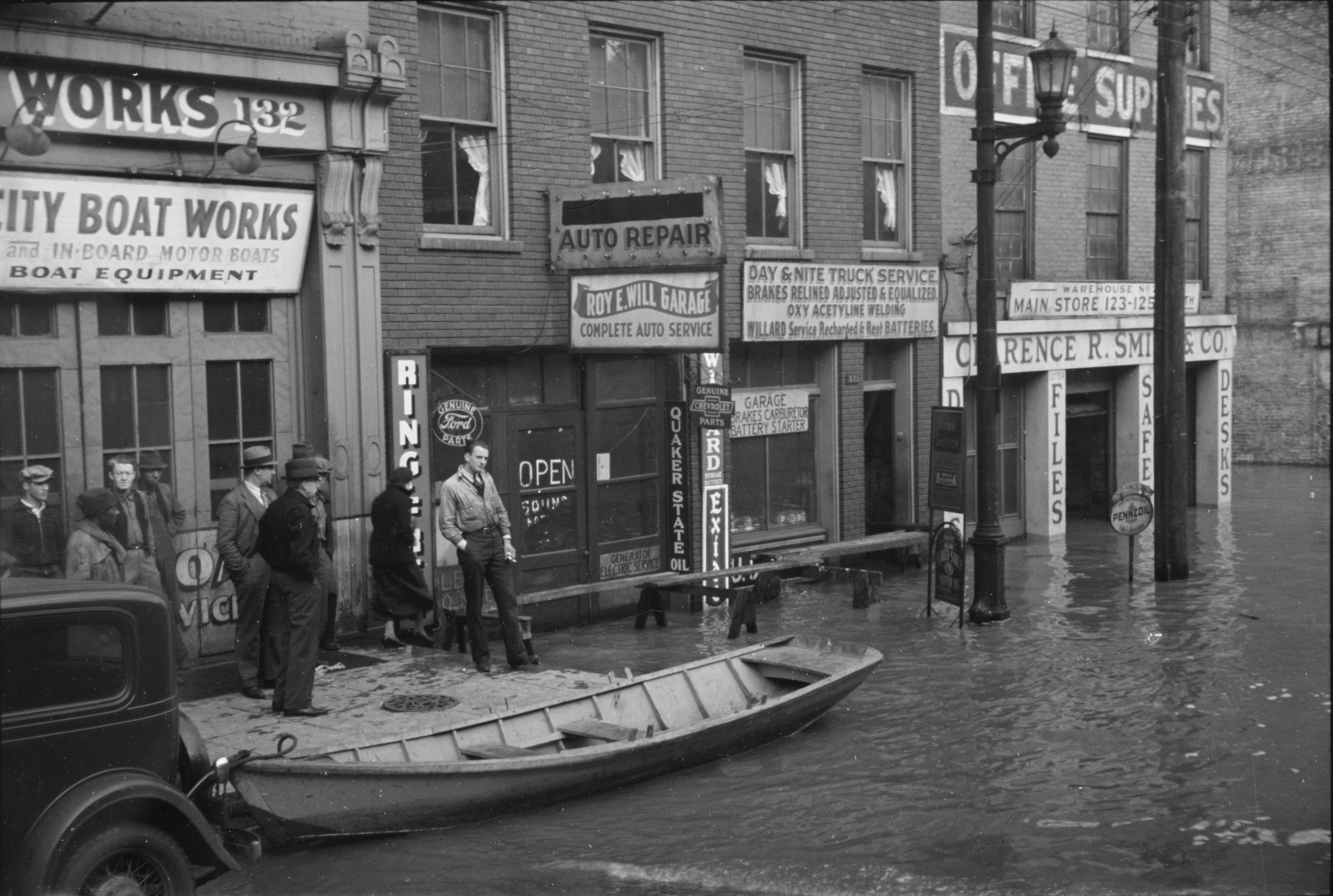
Montée des eaux de l'Ohio en 1936 à Louisville, Kentucky.
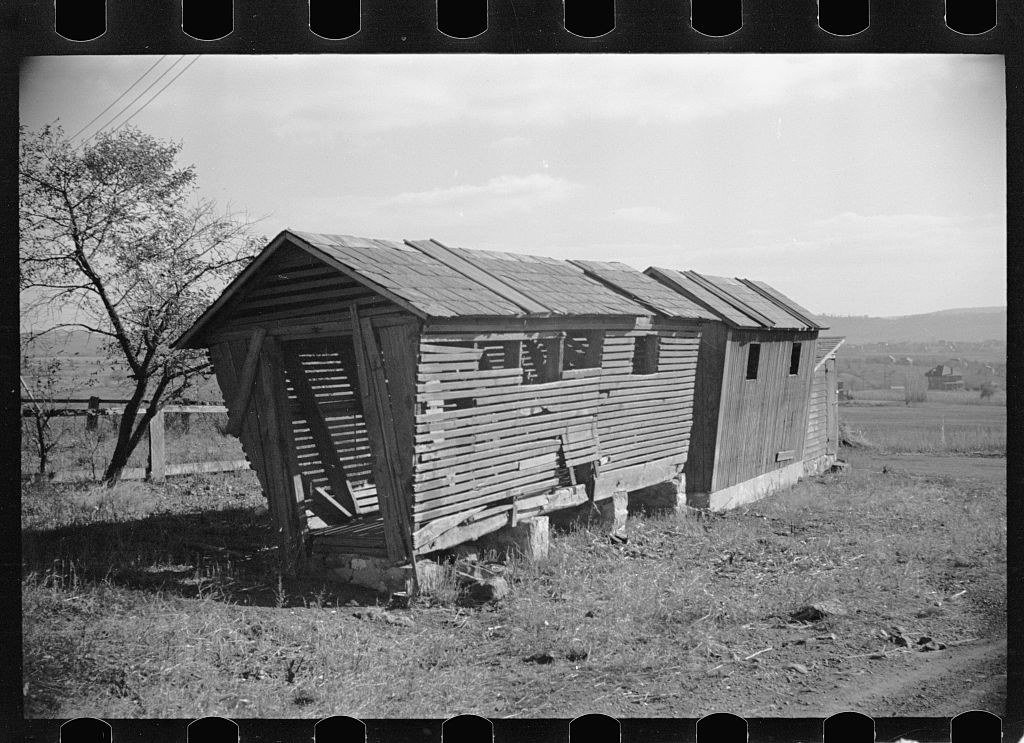
Un parc à maïs à Butztown, Pennsylvanie.
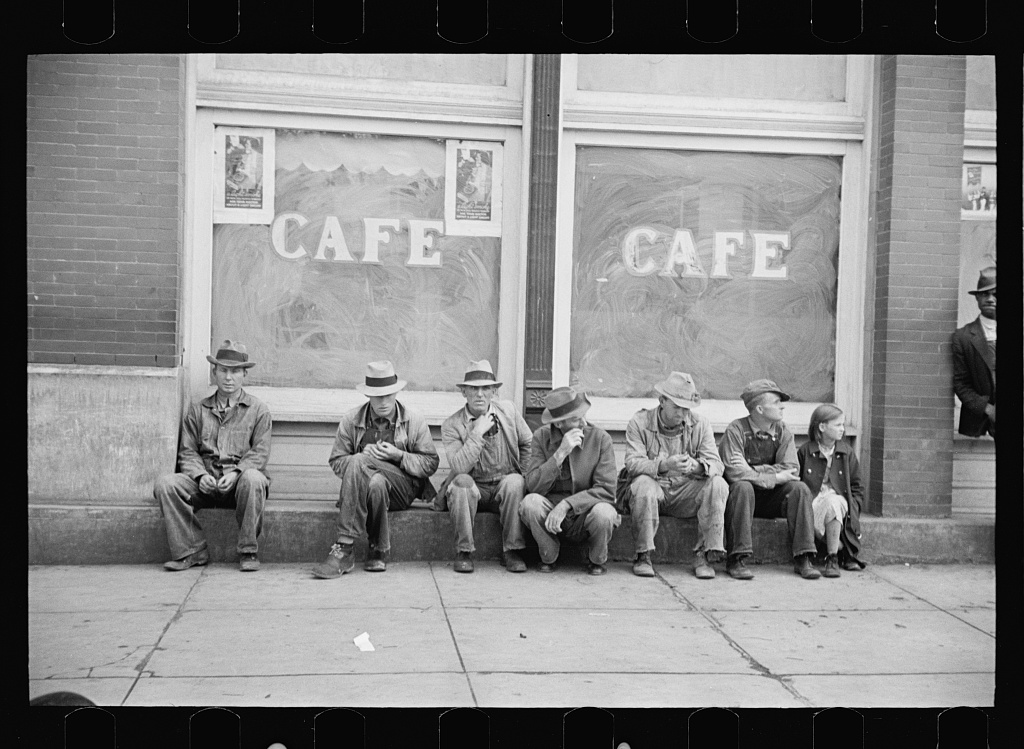
Des "montagnards" devant un magasin à Pikeville, Tennessee.
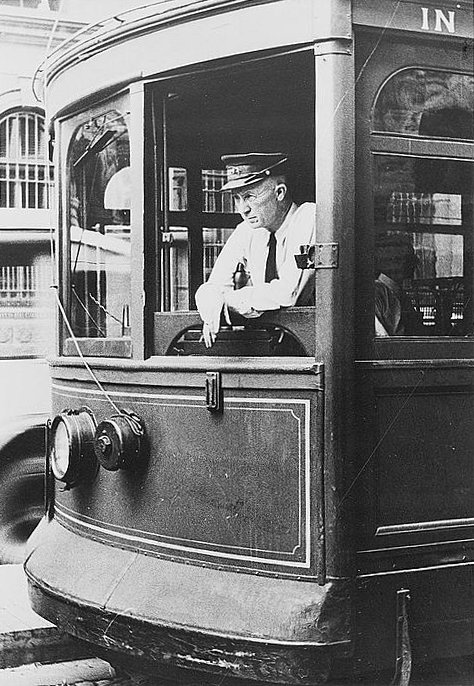
Un conducteur de tram à Washington.

## Publications
- (en) Carl Mydans, photojournalist, texte de Philip B. Kunhardt Jr., éditions Abrams,  (ISBN 0-8109-1323-2)
- (en) China : A visual adventure, texte de Michael Demarest,
- (en) The Violent Peace, avec Shelley Mydans
- (en) More than meets the eye

## Référence
- (en) Cet article est partiellement ou en totalité issu de l’article de Wikipédia en anglais intitulé « Pierre Rossier » (voir la liste des auteurs).